# Six symphonies opus 21 de Luigi Boccherini
Pour un article plus général, voir Symphonies de Boccherini.
Les six symphonies opus 21 de Luigi Boccherini datent de 1775 et sont dédiées à Don Luis de Bourbon.